# KZ-Außenlager Kaufering XI – Landsberg-Stadtwaldhof

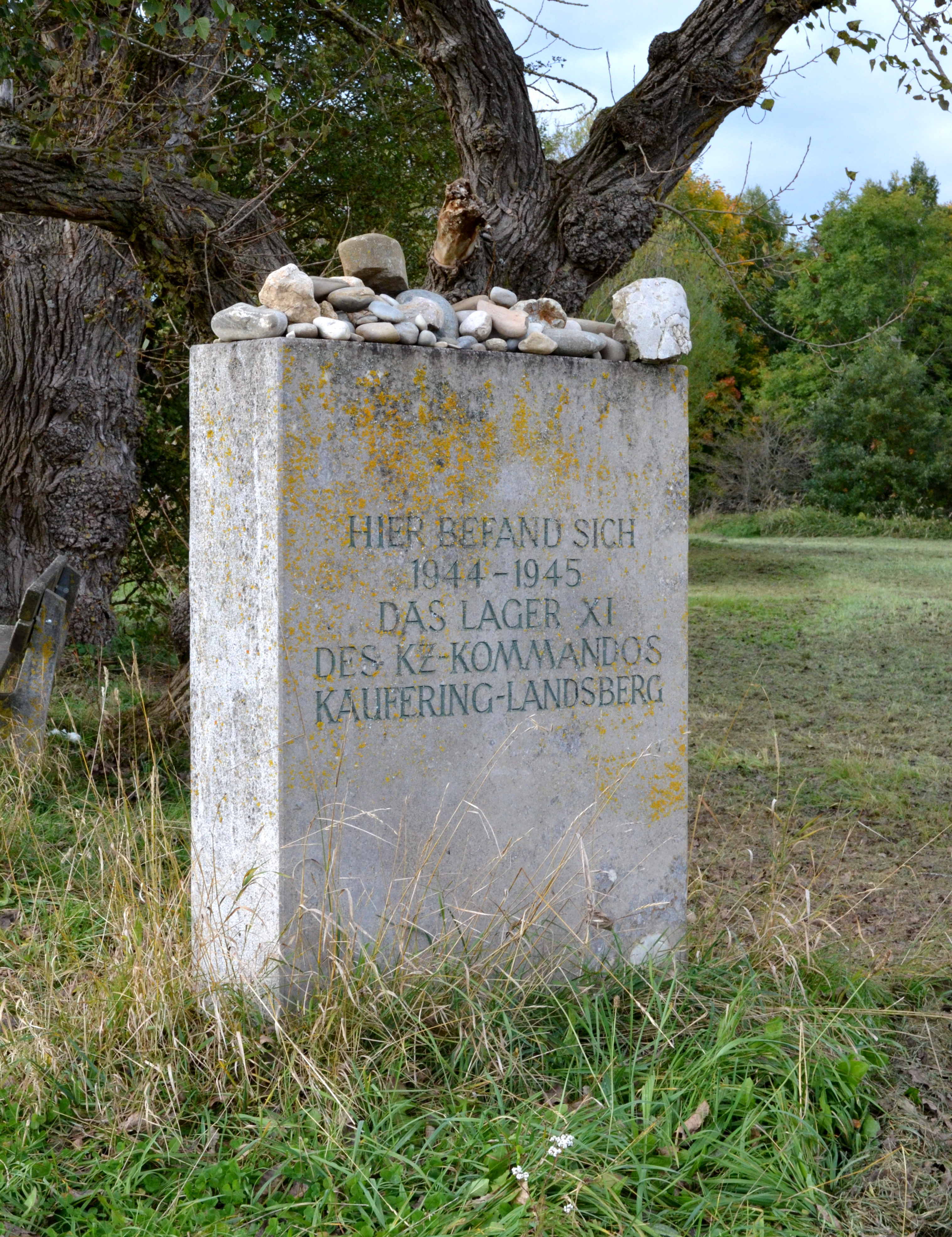
Gedenkstein „Lager Kaufering XI“

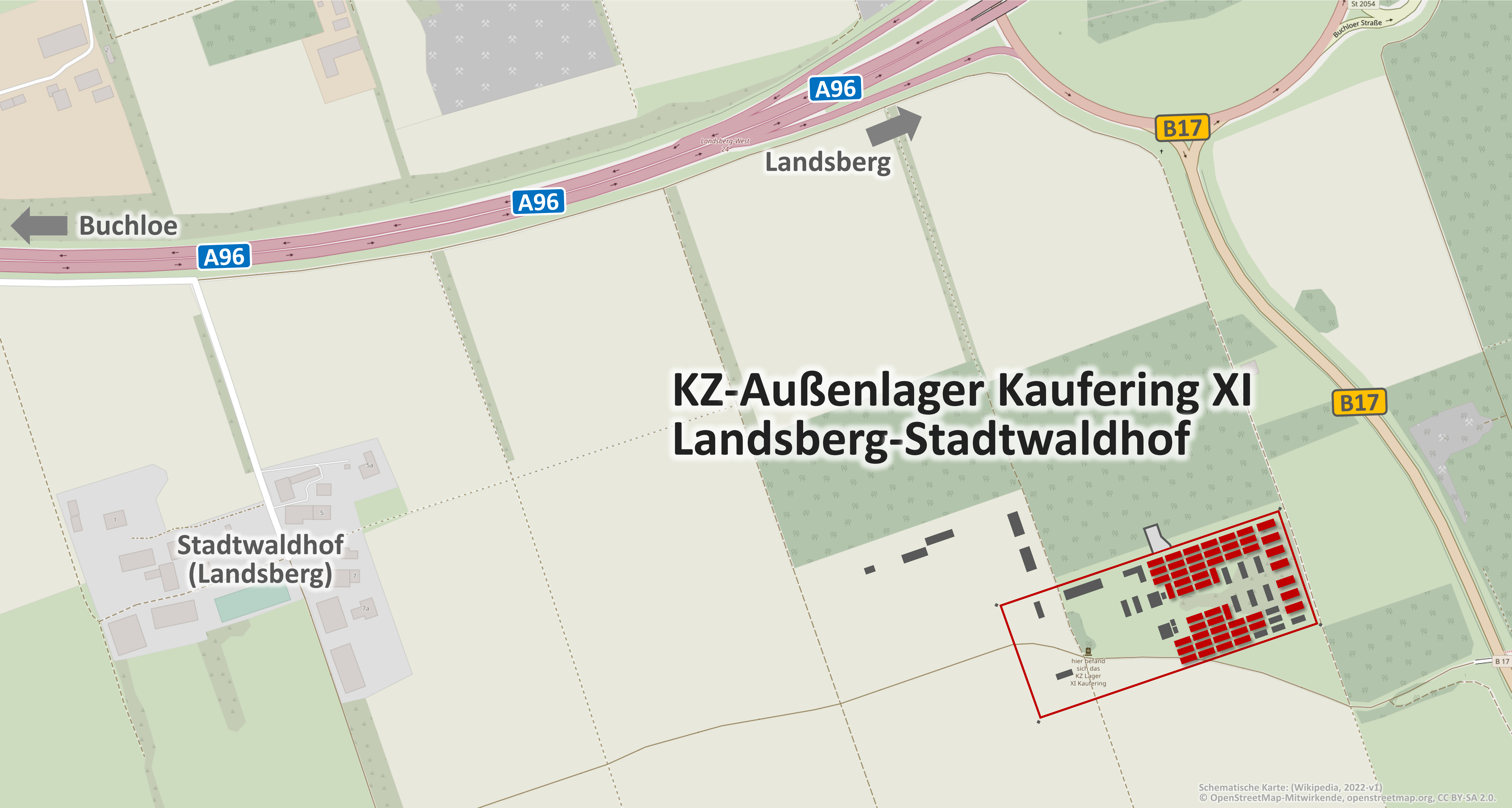
Schematische Karte KZ-Außenlager Kaufering XI – Landsberg-Stadtwaldhof, 1945. (s. a. Luftbilder)

Das KZ-Außenlager Kaufering XI – Landsberg-Stadtwaldhof war das letzte der elf Lager des Außenlagerkomplexes Kaufering, des größten Komplexes der 169 Außenlager des Konzentrationslagers Dachau. Das KZ-Außenlager befand sich am Mühlweg nahe dem Landsberger Stadtwaldhof, im Westen Landsbergs.
Dieses Außenlager wurde ab Oktober 1944 errichtet. Die fast ausschließlich jüdischen Gefangenen waren bei völlig unzureichender Ernährung der Vernichtung durch Arbeit ausgesetzt.
Ebenfalls in Landsberg befanden sich die zwei zum KZ-Außenlagerkomplex Kaufering gehörigen KZ-Außenlager Kaufering I – Landsberg mit der Kommandantur und Kaufering VII – Erpfting. Zudem gab es in Landsberg drei vom KZ-Außenlagerkomplex Kaufering unabhängige KZ-Außenlager, das KZ-Außenlager Landsberg (Penzing) sowie das KZ-Außenkommando Landsberg Dynamit AG (Frauen) mit dessen Pedant mit männlichen KZ-Häftlingen.

## Entstehungshintergrund
Nach der Luftoffensive der Alliierten im Februar 1944 war die deutsche Rüstungsindustrie schwer getroffen. Die Flugzeug-Produktion sollte mittels U-Verlagerung unter die Erde verlagert werden, mit der Leitung beauftragt war der Jägerstab mit weitreichenden Vollmachten. Dieser beauftragte die Organisation Todt (OT)  mit Organisation und Herstellung der Großbunker, ursprünglich geplant war eine Länge von 400 Metern bei einem Innendurchmesser von 85 Metern und 25 Metern Innenhöhe, mit mindestens fünf Metern Wandstärke. Mit dem massiven Einsatz von etwa 30.000 größtenteils an Baufirmen vermieteten KZ-Häftlingen im KZ-Außenlagerkomplex Kaufering sollten drei Großbunker für die Fertigung u. a. des Strahlflugzeugs Messerschmitt Me 262 erstellt werden: „Weingut II“, „Diana II“ und „Walnuss II“.

## Errichtung und Betrieb des KZ-Außenlagers
Als das KZ-Außenlager Kaufering I – Landsberg zu groß geworden war, mussten ab Oktober 1944 Gefangene des Außenlagers Kaufering II – Igling dieses Außenlager aufbauen. Neben den aus anderen Kauferinger Lagern bekannten primitiven Erdhütten für die meisten, sowie ein paar Tonflaschenbunkern, errichteten sie Funktionsbaracken und ein Entlausungsbad. SS-Hauptscharführer Johann Kastner, zuvor Lagerführer des KZ-Außenlager Karlsfeld (OT), war von Beginn an dabei. Dieses Außenlager Kaufering XI hatte eine Kapazität für 2800 Menschen und war schon Ende Oktober 1944 mit 3000 KZ-Häftlingen belegt, separiert in Frauen- und Männerbereich. Die Gefangenen mussten Zwangsarbeit für Leonhard Moll Eisenbahn- und Betonbau, Holzmann sowie Held & Francke leisten, aufgrund der Nähe wohl für die Errichtung des etwas nördlich gelegenen Großbunkers Diana II, nach dessen Baueinstellung für den Großbunker Weingut II.
Über den gesamten KZ-Außenlagerkomplex Kaufering kamen in den zehn Betriebsmonaten etwa die Hälfte der Gefangenen ums Leben. Hier war eine neue Dimension der Brutalisierung des KZ-Systems erreicht, es handelte sich weniger um typische Außenlager des KZ Dachau, sondern vielmehr die Fortsetzung der Linie des Konzentrationslager Auschwitz, des Konzentrations- und Vernichtungslagers Lublin-Majdanek und weiterer.

## Räumung des Lagers
Am 14. April 1945 war dieses Außenlager noch mit 1925 Männern und 199 Frauen belegt. Wie Außenlager II – Igling und Kaufering III wurde dieses Außenlager zunächst zum Außenlager Kaufering I – Landsberg geräumt. Der Todesmarsch begann um den 24. April und dauerte etwa vier bis fünf Tage, über das KZ-Außenlager München-Allach Richtung Königsdorf.

## Juristische Aufarbeitung
Johann Kastner wurde 1947 im Rahmen der Dachauer Prozesse zum Tode verurteilt und 1950 aus der Haft entlassen. Das französische „Tribunal général“ verurteilte Lagerführer SS-Obersturmführer Hans Baumgart im Rahmen der Rastatter Prozesse im Dezember 1948 wegen Körperverletzung an Gefangenen in diesem Außenlager sowie Tötungen im KZ-Außenlager Peenemünde-Karlshagen zu lebenslanger Zwangsarbeit. Er wurde 1950 aus der Haft entlassen und arbeitete später als Grundschullehrer. Der ungarische Freiwillige der Waffen-SS Georg Fiederer von der Wachmannschaft wurde 1948 wegen gefährlicher Körperverletzung zu zwei Jahren Haft verurteilt.

## Erinnerung und Gedenken

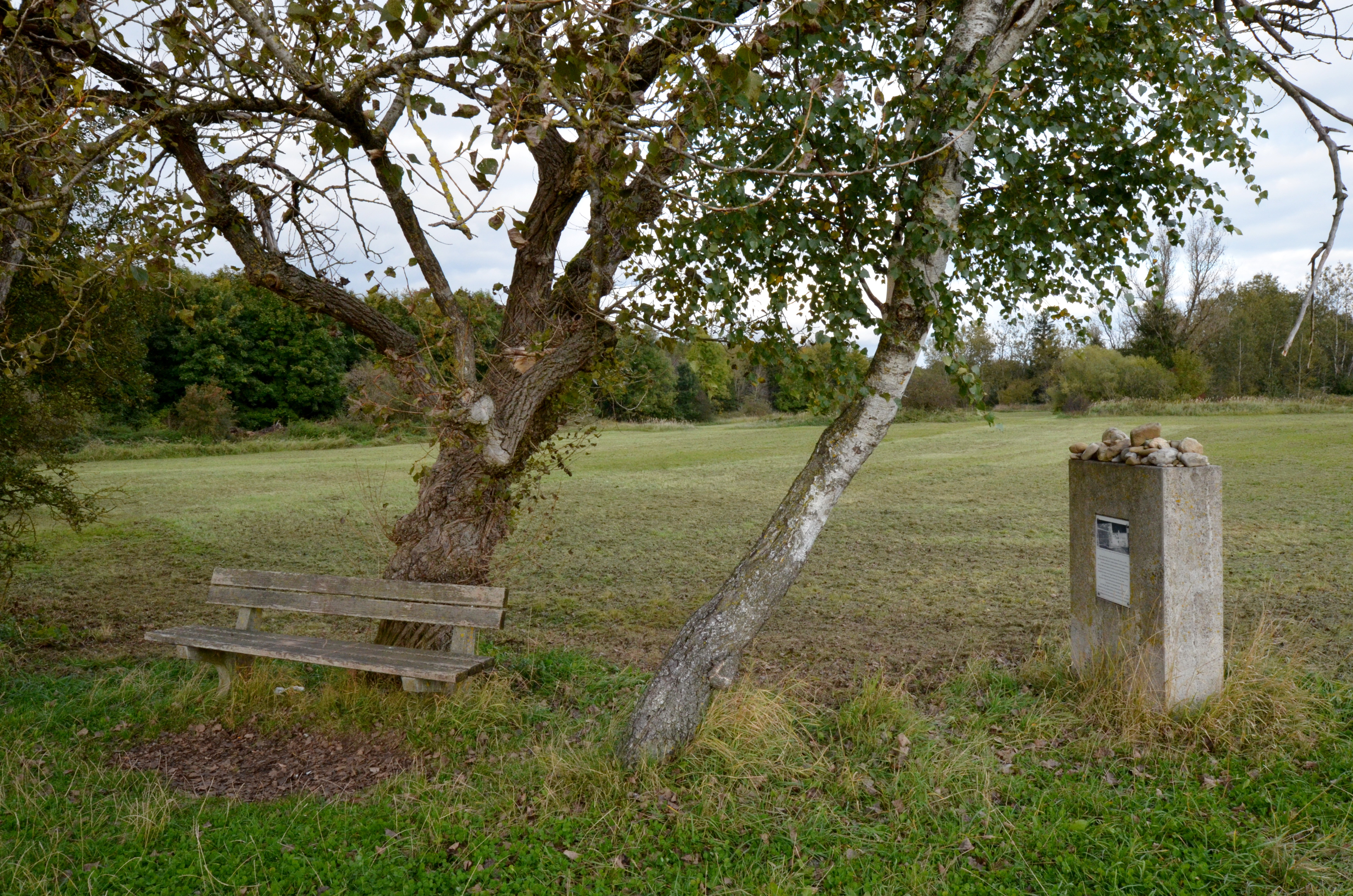
Blick auf heutiges Gelände des KZ-Außenlagers, mit Rückseite des Gedenksteins „Lager Kaufering XI“

### Gedenkort
Das Gelände des KZ-Außenlagers wurde zu einer landwirtschaftlichen Nutzfläche. Als KZ-Außenlager sichtbar gemacht wurde es in den Jahren 1994 und 1995 von der freiwilligen Arbeitsgruppe der Schulklasse 9b/10b des Ignaz-Kögler-Gymnasiums, unter Anleitung und Moderation von Barbara Fenner (†), ihrer Geschichtslehrerin. Horst Köhler erinnerte noch 2009 in seiner Berliner Rede zum Tag des Gedenkens an die Opfer des Nationalsozialismus an dieses Schülerprojekt. Relikte des Außenlagers lassen sich unter der Pflanzendecke nur noch erahnen, bei diesen handelt es sich um die Betonfundamente der ehemaligen Funktionsbaracken wie Küche, Kleiderkammer und Waschräume. Diese stehen als Bodendenkmal D-1-7931-0152 unter Denkmalschutz.
Ein Schüler der Klasse schrieb im Juli 1994 eigenmächtig an den Oberbürgermeister von Landsberg, er möge doch einen Gedenkstein errichten. Dem Stadtrat war der Klassenvorschlag zu teuer, es wurde somit als Gedenkstein ein altes steinernes Wegkreuz zurechtgeschliffen und im April 1995 auf dem ehemaligen Appellplatz des Lagers aufgestellt.

### Friedhöfe
Für die zunächst nahe der alten Landstraße und im Lagerbereich in Massengräbern verscharrten KZ-Todesopfer wurden später die KZ-Friedhöfe mit Massengräbern Igling–Stoffersberg–Wald und Igling–Stoffersberg–Kiesgrube angelegt.